# Martin d'Opava
Martin d’Opava, armoiries Boduła, connu également sous le nom de Martin de Pologne (Martinus Polonus), est un dominicain du XIIIe siècle († 1278), chroniqueur d'une chronique historique qui a connu une très grande diffusion à la fin du Moyen Âge.

## Biographie
Il est né, à une date inconnue, à Opava, en Moravie. Il fut formé à Prague, au couvent dominicain de Saint-Clément, et il y fut ordonné prêtre.
Il fut ensuite en poste à la curie pontificale, signalé comme pénitencier et chapelain du pape à partir de 1261 (mais sans doute alors en fonction depuis un moment déjà), sous les pontificats d'Alexandre IV, d'Urbain IV, de Clément IV, de Grégoire X, d'Innocent V, d'Adrien V et de Jean XXI (mort en 1277), dernier pape à être mentionné  dans sa chronique. Le 22 juin 1278, à Viterbe, le pape Nicolas III le nomma archevêque de Gniezno. Alors qu'il se rendait à son siège au cours de la même année, Martin mourut à Bologne, et y fut enterré dans l'église Saint-Dominique.

## Œuvre
Il est l'auteur d'un ensemble de sermons typiques de la culture scolastique intitulés Sermones de tempore et de sanctis, et d'autre part d'un manuel pratique de droit canon connu sous le nom de Margarita Decreti ou de Tabula Martiana Decreti : il s'agit d'une concordance du Décret de Gratien organisée en 787 entrées correspondant à des noms propres et ou à des notions, ouvrage très utile aux canonistes et qui a été beaucoup diffusé. Mais ce qui a fait sa célébrité dans les générations suivantes de clercs, c'est surtout sa chronique historique.
Le Chronicon pontificum et imperatorum couvre la période qui va du début de l'ère chrétienne jusqu'au pontificat du pape Jean XXI († 1277) ; il était conçu comme un instrument pratique pour les enseignants et les prédicateurs, comme un complément de l'Historia Scholastica de Pierre le Mangeur qui était consacrée à l'histoire biblique. Le contenu est une compilation de sources connues par ailleurs, et l'ouvrage est donc de peu d'utilité pour les historiens modernes. Ce qui fit son succès, c'est la rigueur et la clarté pédagogique avec lesquelles est appliqué le principe de la Chronique dans la tradition d'Eusèbe de Césarée : chaque double page couvre cinquante ans, avec cinquante lignes par page ; les pages de gauche donnent l'histoire de la papauté, avec une ligne par an, et les pages de droite l'histoire des empereurs, toutes les deux restant strictement parallèles. L'ensemble, couvrant 13 siècles, tient sur 26 folios seulement. Cette présentation très claire et très pratique connut un énorme succès dans les écoles, même si elle fut assez souvent trahie par les copistes : beaucoup de manuscrits se contentent de reproduire le texte sans respecter la mise en page, en ruinant la dimension essentielle de concordance chronologique.
Cet ouvrage a eu une diffusion considérable : on en connaît plus de 400 manuscrits, et son influence se reconnaît chez plusieurs dizaines de chroniqueurs ultérieurs. Des traductions en ont été faites en de nombreuses langues vulgaires du Moyen Âge (moyen français, moyen anglais...). Le Chronicon de Martin est entre autres la principale source de la légende de la papesse Jeanne, qui n'est mentionnée que dans la dernière version, laquelle n'est sans doute pas due à Martin lui-même.
La Chronique de Martin d'Opava (ou Chronique martinienne) a été souvent reproduite avec des continuations. Werner de Liège la prolonge de Nicolas III à Grégoire IX ; Sébastien Mamerot traduit et amplifie largement la Chronique martinienne qu'il publie en 1458, en la triplant de volume par rapport à l'originale. Après l'avènement de l'imprimerie, la Chronique fut notamment éditée en traduction française, à Paris en 1503/04, par le libraire Antoine Vérard, sous le titre Chronique martiniane : un premier volume donnant l'œuvre de Martin poursuivie par des continuateurs jusqu'en 1394, et un second volume couvrant par compilation d'autres textes la période 1397-1500.